# Hugh Allan
Hugh Allan, KCMG (Saltcoats, North Ayrshire, 29 de setembro de 1810 — Edimburgo, 9 de dezembro de 1882) foi um financista e capitalista canadense nascido na Escócia, magnata do ramo dos transportes marítimo e ferroviário. Tornou-se o homem mais rico do Canadá, com um patrimônio particular estimado em cerca de 8 milhões de dólares.

## Juventude
Nascido em Saltcoats, North Ayrshire, era o segundo filho de Alexander Allan (1780-1854) e de sua esposa Jean Crawford (1782-1856). Alexander Allan era primo de Robert Burns, e parente de John Galt, pai do ministro das Finanças canadense, Sir Alexander Tilloch Galt. Originalmente um carpinteiro em Fairlie, North Ayrshire, o pai de Hugh levou a família para Saltcoats e se tornou o capitão e coproprietário de um brigue, que recebeu o nome de sua mulher, 'Jean'. Em 1815, transportou suprimentos da Escócia para as tropas britânicas envolvidas na Guerra Peninsular. Em 1819 fundou a Allan Shipping Line, transportando produtos secos de Greenock para vender em Montreal e retornando com produtos canadenses para vender na Escócia, um percurso que rapidamente se tornou sinônimo da Linha Allan.
Hugh Allan recebeu uma educação paroquial em Saltcoats antes de começar a trabalhar em 1823 no escritório de contabilidade da família em Greenock. Três anos depois, Hugh Allan foi enviado por seu pai a Montreal para trabalhar como caixeiro para o comerciante de grãos William Kerr. Em 1830 Hugh fez uma viagem de um ano que incluiu o Canadá Superior, Nova Iorque, Escócia e Londres.

## A Linha Allan em Montreal
De retorno a Montreal em 1831 se tornou comerciante comissionado para um dos principais importadores de Montreal. Ajudado por laços familiares e sociais, avançou rapidamente dentro da empresa, tornando-se sócio em 1835, na atualmente chamada Millar, Edmonstone & Co., expandindo as operações de transporte marítimo da companhia com o capital de sua família na Escócia.
Em 1839, o irmão mais novo de Hugh, Andrew Allan (1822-1901), se juntou a ele na empresa, que até então tinha a maior capacidade de transporte de qualquer outra empresa com sede em Montreal. Seu irmão mais velho, James Allan (1808-1880) cuidava dos assuntos relacionados ao embarque e desembarque da Linha Allan em Greenock e em Glasgow, mais tarde adquiriu a Ashcraig House, em Skelmorlie. O outro irmão, Bryce Allan (1812-1874), dirigiu a companhia em Liverpool. Mais tarde, comprou a Aros House na ilha de Mull, que seu filho, Alexander (1844-1927), sucedeu após sua morte, desistindo do negócio de transporte marítimo para dedicar sua vida a administrar as propriedades da família.
Em 1850 a empresa de Millar, Edmonstone & Co., em Montreal, foi descrita por um serviço de classificação de crédito como uma "companhia segura e respeitável". Em 1859, Edmonstone, Allan e Companhia (como era agora conhecida) era "uma das mais ricas empresas da província", conhecida por sua gestão responsável, suas ligações com as casas de comércio de Londres, Liverpool e Glasgow, e pela difusão da influência dos seus proprietários junto às empresas aliadas de transporte marítimo, ferroviário e bancário. Diz-se ter sido a empresa "tão boa quanto um banco", e continuou como um segmento de intrincados interesses de transporte marítimo da família Allan, na Escócia, tornando-se conhecida como H. e A. Allan em 1863.

## A Linha Allan do Correio Real
Em 1851, Hugh Allan foi eleito presidente da Câmara de Comércio de Montreal. Usou sua posição para persuadir o governo canadense a subsidiar um navio regular de correio que fizesse a linha de ida e volta Londres/Montreal e Londres/Portland, Maine. Sua empresa, Montreal Ocean Steamship Company utilizou navios sofisticados construídos no Clyde, e com a ajuda de seus contatos políticos dispensou Samuel Cunard e assumiu o controle do contrato com o correio a partir de 1856.
A Linha Allan transportou também imigrantes com subsídio governamental. Em 1859 o serviço era prestado em um período semanal e Allan relatou seu investimento de capital na companhia em 3,5 milhões de libras esterlinas.

## Negócios em ferrovias
Apesar de ter-se demorado a ingressar no negócio de transporte ferroviário, na década de 1870 Allan tornou-se o empresário de ferrovias mais esplendoroso do Canadá. Criou um sindicato para a construção do sistema ferroviária nacional, uma promessa com a condição de juntar a Colúmbia Britânica à Confederação. Para obter o contrato, subornou o primeiro-ministro Sir John Alexander Macdonald, subscrevendo mais de 350.000 dólares para a campanha da reeleição de Macdonald em 1872, mas o Escândalo da Pacific (e a derrota de Macdonald) terminou com seus sonhos de supremacia nos negócios ferroviários. Porém, através de seu banco, o Banco de Comércio do Canadá, continuou a financiar e a controlar seus interesses em muitas empresas de transporte ferroviário canadense.

## O Banco de Comércio do Canadá
Embora ainda na casa dos trinta anos de idade, Allan tornou-se diretor do Banco de Montreal e permaneceu no conselho durante dez anos (1847-1857). Teve também participações significativas no Banco Comercial do Canadá, no Banco do Canadá Superior, no Banco Marítimo do Domínio do Canadá e no Banco da Cidade de Montreal. Foi diretor da Companhia de Crédito de Montreal e presidente da Sociedade de Construção Permanente Provincial, que se tornou a Companhia Provincial de Empréstimos em 1875.
Para atender suas necessidades financeiras e como uma fonte de capital, Allan fundou o Banco de Comércio do Canadá. Como uma parte dos negócios da família, foi fundado em 1861, mas só abriu suas portas em 1864. Allan atuou como presidente do banco até à sua morte, quando foi sucedido por seu irmão, Andrew. O banco logo se tornou conhecido como um dos mais agressivos do Canadá. Eles assumiram o falido Banco Comercial do Canadá e, em meados da década de 1870 tinham ramificações em Nova Iorque e Londres.
A associação de Allan com o banco facilitou seu crescimento em outros empreendimentos lucrativos. Allan tinha interesse em novas tecnologias da comunicação, indústria manufatureira, e mineração. Em 1852, tornou-se presidente da Companhia Telegráfica de Montreal, finalmente vendendo as "fábricas de telefones" da Companhia Telegráfica de Montreal para a Bell Telephone Company por 75 000 dólares. Abriu também minas de carvão na Nova Escócia e criou fábricas de tecidos, calçados, papel, fumo, ferro e aço e no Centro do Canadá.

## Vida familiar e morte
Em 1860, Hugh comprou a propriedade de Simon McTavish e demoliu a antiga casa senhorial que estava ali para abrir espaço para sua nova moradia, Ravenscrag, uma casa sumptuosa no estilo renascentista italiano nas encostas do monte Real. A casa, que então só rivalizava com o Castelo Dundurn, em tamanho e grandeza, foi concluída em três anos, em 1863, e o salão de baile sozinho poderia acomodar confortavelmente várias centenas de convidados. Após a sua morte foi habitada pelo segundo filho de Allan, H. Montagu Allan, até que ele a doou para a instalação do Royal Victoria Hospital em 1940.
Em Montreal, Hugh Allan se casou, em 1844, com Caroline Matilda Smith (1828-1881), filha de John Smith de Athelstane Hall, um dos comerciantes de mercadorias secas mais ricos de Montreal. Formaram uma família de nove filhas e quatro filhos. Seu filho mais velho, Alexander Allan (morto em 1901), casou com Eva Belford Travers, uma sobrinha do general James Travers, e viveu tranquilamente em Brockville, Ontário. Após a morte de Hugh, as empresas Allan foram administradas por seu irmão, Andrew Allan (1822-1901), e após sua morte, pelo segundo filho de Hugh, Sir H. Montagu Allan.
Hugh Allan recebeu o título de cavaleiro da Rainha Vitória. Morreu em 1882, enquanto visitava parentes em Edimburgo, de ataque cardíaco, logo após a morte de sua esposa. Seus restos mortais foram levados de volta para Montreal, onde está sepultado. Sir Hugh Allan era um dos homens mais ricos do mundo por ocasião de sua morte.